# Крипта Святого Леонарда
Крипта святого Леонарда (пол. Krypta św. Leonarda) — крипта, розташована під Вавельським собором у Кракові, Польща. Побудована в романському стилі в 11 столітті (близько 1038—1039) за часів Казимира I Відновителя, який зробив Краків своєю королівською резиденцією і столицею.

## Поховання
У крипті розташовані поховання польських королів і героїв, таких як:
- Міхал Корибут Вишневецький — король Польщі та правитель Республіки Обох Націй (Речі Посполитої);
- Ян III Собеський — також король Польщі, командувач у Віденській битві;
- Марія Казимира — королева Польщі, дружина Яна III Собеського;
- Юзеф Понятовський — князь, маршал Франції;
- Тадеуш Костюшко — польський генерал, революціонер і бригадний генерал у американській війні за незалежність;
- Владислав Сікорський — прем'єр-міністр польського уряду у вигнанні і командувач збройних сил Польщі.

## Цікаві факти
- Папа Іван Павло II відправив тут свою першу месу після висвячення 2 листопада 1946.

## Світлини

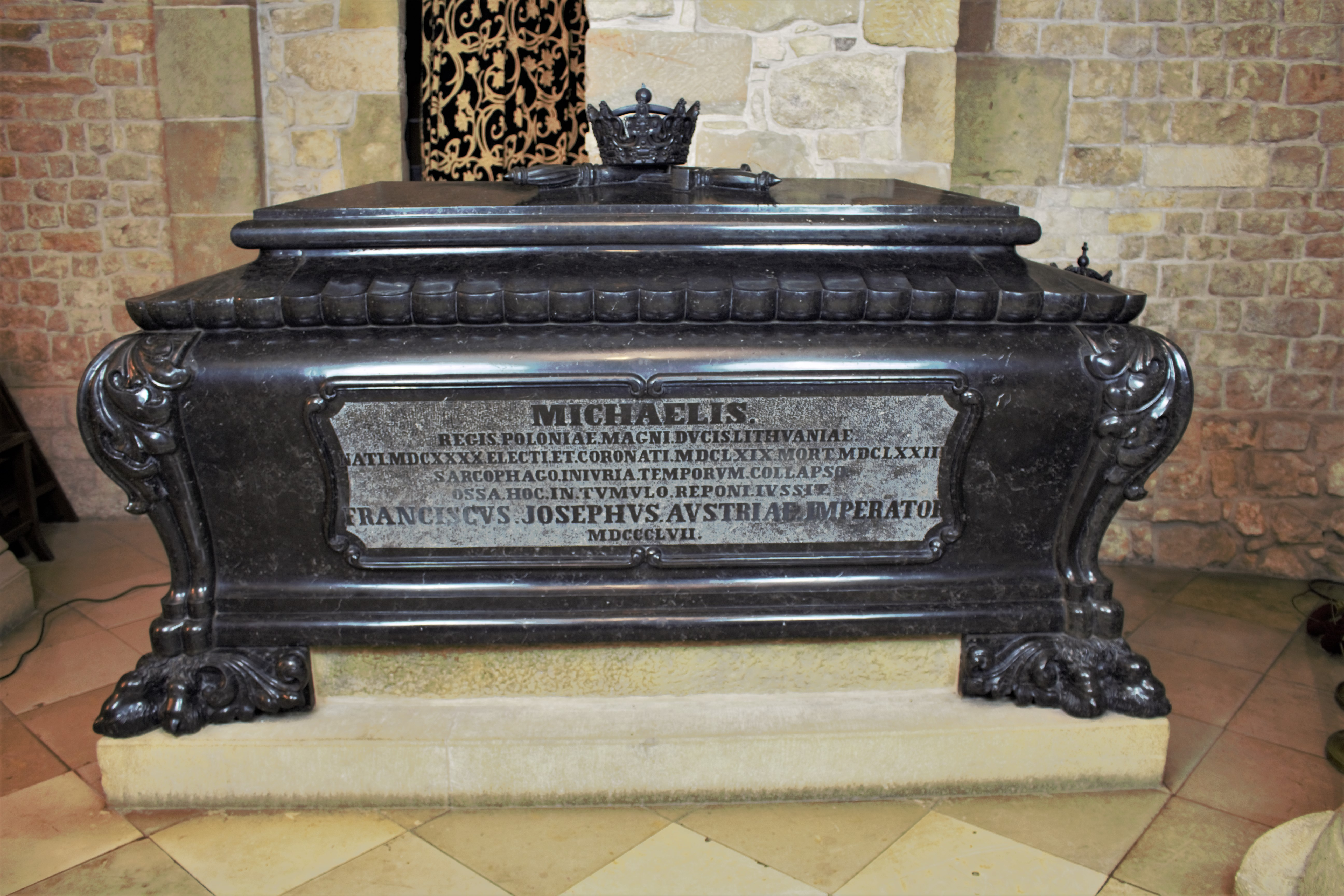
Саркофаг Міхала Вишневецького
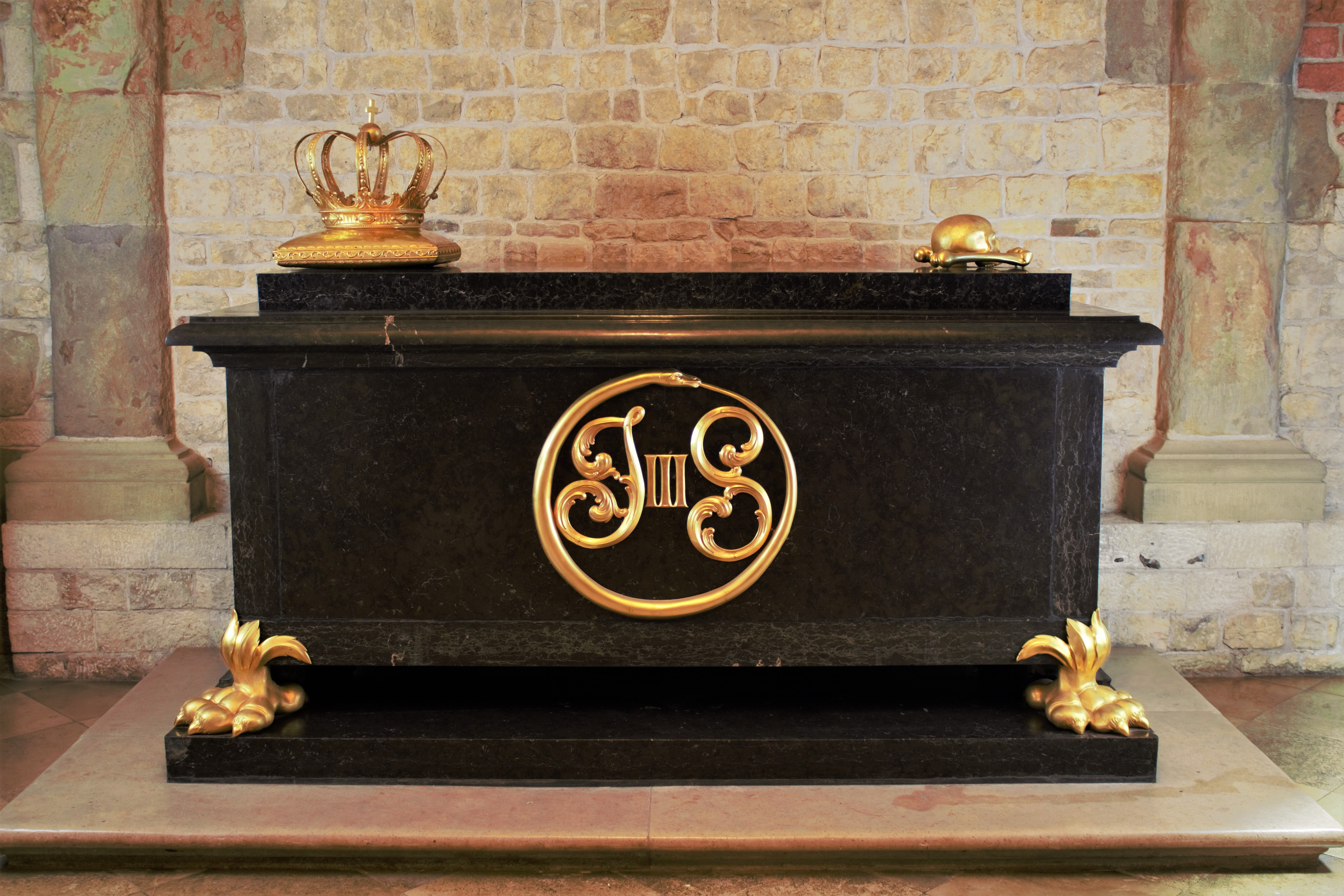
Саркофаг Яна III Собеського
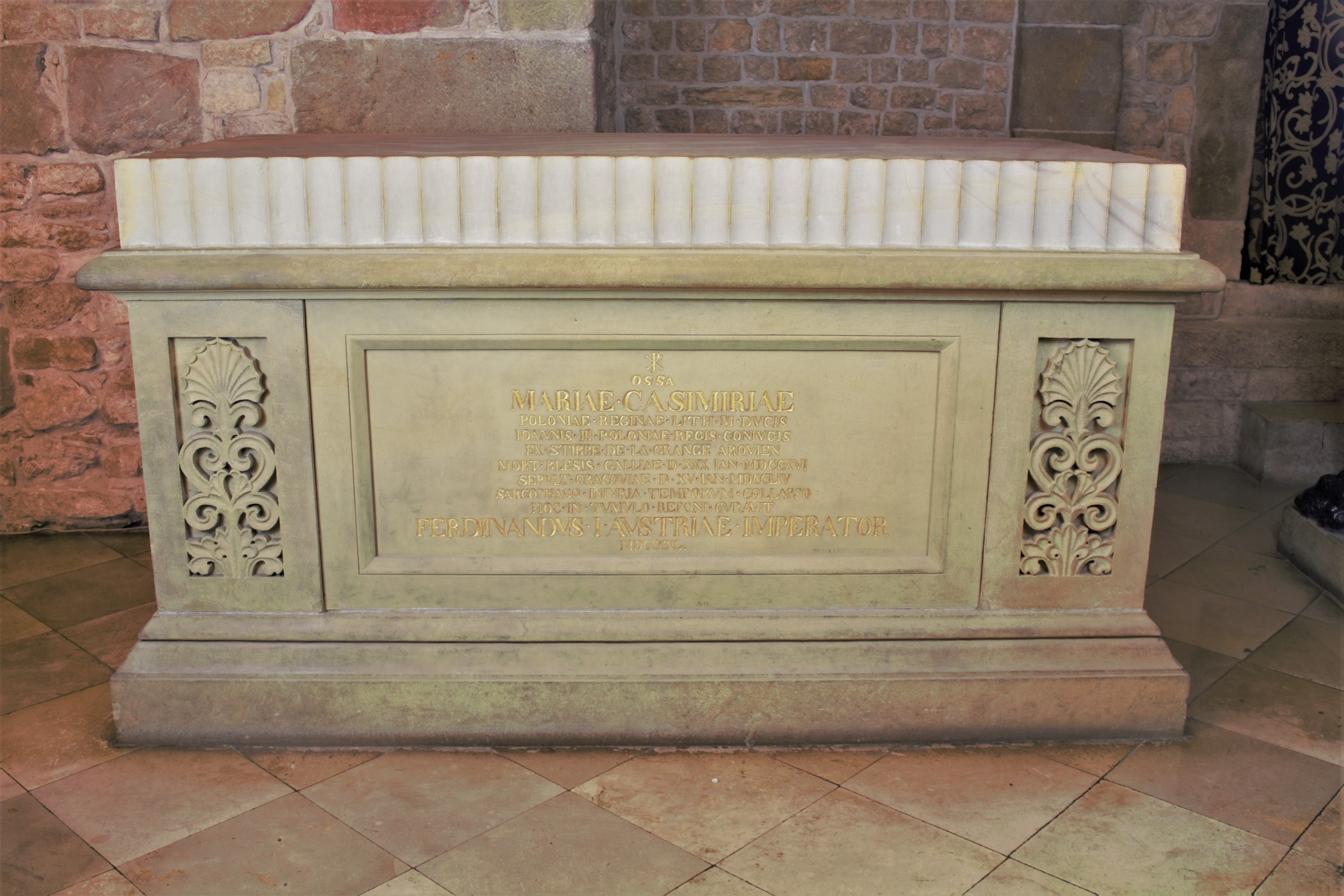
Саркофаг Марії Казимири
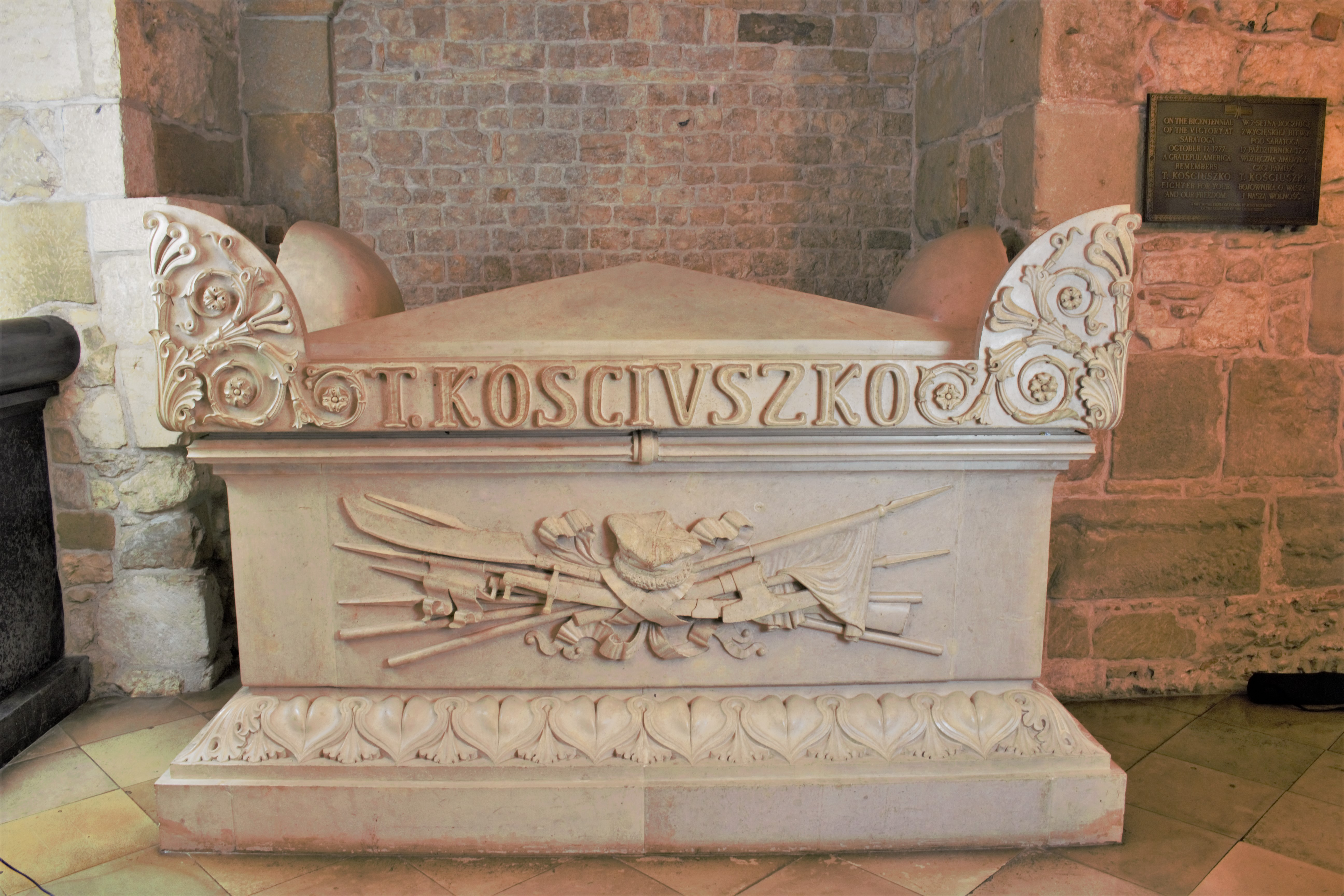
Саркофаг Тадеуша Косцюшка
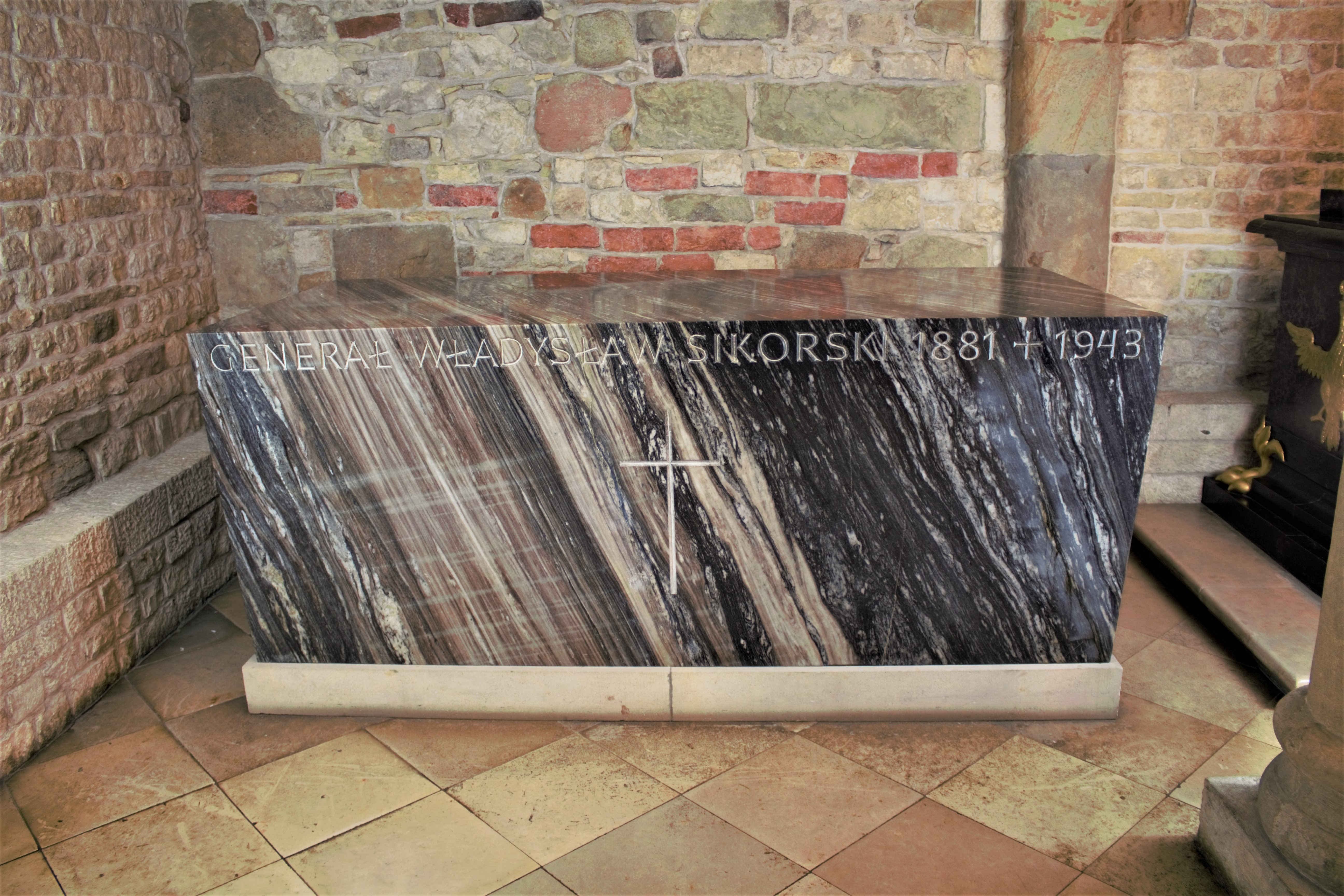
Саркофаг Владислава Сікорського

## Бібліоінформація
- Michał Rożek, Przewodnik po zabytkach i kulturze Krakowa, Warszawa-Kraków 1997, s. 369.
- Jacek Urban, Katedra na Wawelu (1795—1918), wyd. UNUM, ISBN 83-87022-59-4
- Jacek Urban, Katedra na Wawelu po 1918 roku, Krakow 2008, ISBN 978-83-7438-185-7